# NASCAR Convertible Division
Die NASCAR Convertible Division war eine NASCAR-Rennserie, in der zwischen 1956 und 1959 Rennen mit Cabriolets ausgetragen wurden.

## Geschichte
Ende 1955 kaufte NASCAR die Society of Auto Sports auf. Die Society of Auto Sports trug zuvor Rennen einer Rennserie mit Cabriolets aus, der SAFE All Star Circuit of Champions. Diese Serie wurde nach der Übernahme der Society of Auto Sports durch NASCAR von der NASCAR verwaltet. Im Jahre 1956 trug NASCAR die erste Convertible-Division-Saison aus. Das erste Rennen fand am 25. Februar 1956 auf dem Daytona Beach Road Course statt. Curtis Turner gewann das Rennen. Insgesamt gewann Turner 22 der 47 Saisonrennen. Den Fahrertitel gewann allerdings Bob Welborn, der zwar nur drei Rennen gewinnen konnte, dafür aber in nahezu jedem Rennen in den Top 10 ins Ziel kam. 1957 gab es nur noch 36 Saisonrennen, doch wieder war es Bob Welborn, der aufgrund seiner Kontinuität den Titel gewann. Die Saison 1958 verlief ähnlich und Bob Welborn wurde erneut NASCAR-Convertible-Division-Champion. Da das Interesse an der Serie nicht sehr groß war, wurden in der Saison 1959 nur noch 15 Rennen gefahren. Dies sollte die letzte Saison der Serie sein und Joe Lee Johnson gewann den Titel.
Zwischen 1960 und 1962 gab es jährlich jeweils noch ein Convertible-Rennen, welches außerhalb einer Meisterschaft lief. Seitdem finden in der NASCAR keine Rennen mehr mit Cabriolets statt. Höchstwahrscheinlich war nicht nur das geringe Interesse, sondern auch die Sicherheit ein Grund, keine weiteren Rennen mit Cabriolets auszutragen. Interessant ist, dass einige Fahrer ihr Cabriolet nicht nur in der Convertible-Division einsetzten, sondern auch in der Grand National, dem heutigen Sprint Cup. Beim Daytona 500 1959 traten beispielsweise 20 der 59 Fahrer in Cabriolets an.

## Meister
- 1956: Bob Welborn
- 1957: Bob Welborn
- 1958: Bob Welborn
- 1959: Joe Lee Johnson